# Église Saint-Maurice-de-Duvernay
L'église Saint-Maurice-de-Duvernay est un lieu de culte catholique située à Laval au Québec. L'église a été construite en 1961 et inaugurée en 1962.
L'espace central de la poutre Vierendeel de l'église est orné d'un vitrail de l'artiste Jean-Paul Mousseau.

## Architectes
Les architectes concepteurs sont Roger D'Astous (1926 – 1998) et Jean-Paul Pothier.
Le quartier Duvernay abritait un projet domiciliaire appelé El Rancho qui fut développé entre 1954 et 1963. Les maisons californiennes aux toits plats ont inspiré les architectes pour construire l’église Saint-Maurice.

## Histoire
L'église Saint-Maurice-de-Duvernay a été classé par le ministère de la Culture et des Communications le 30 septembre 2024. Le classement comprend l'église, le presbytère, la salle paroissiale ainsi que leurs intérieurs en plus du terrain. Le mobilier liturgique a aussi été classé en même temps.  